# Gare de Gyōda
La gare de Gyōda (行田駅, Gyōda-eki) est une gare ferroviaire de la ville de Gyōda, dans la préfecture de Saitama au Japon. Elle est exploitée par la compagnie JR East.

## Situation ferroviaire
La gare est située au point kilométrique (PK) 29,6 de la ligne Takasaki.

## Histoire
La gare a ouvert le 1er juillet 1966.

## Service des voyageurs

### Accueil
La gare dispose d'un bâtiment voyageurs, avec guichet, ouvert tous les jours.

### Desserte
- Ligne Takasaki :
  - voie 1 : direction Ōmiya, Tokyo ou Shinjuku et Yokohama
  - voie 2 : direction Takasaki et Maebashi